# Cdc6
Cdc6 (engl. cell division cycle 6) je eukariotski protein koji je detaljno izučen kod pekarskog kvasca Saccharomyces cerevisiae. On je esencijalni regulator replikacije DNK i ima važnu ulogu u aktivaciji i održavanju kontrolnog mehanizma tokom ćelijskog ciklusa kojim se koordinira S faza u mitoza. On je deo prereplikacionog kompleksa (pre-RC) i neophodan je za postavljanje proteina mini hromozomskog održavanja (MCM) na DNK, što je ključni korak u inicijaciji DNK sinteze. Osim toga, on je član familije AAA+ ATPaza i u znatnoj meri je vezan za Orc1p.

## Spoljašnje veze
- Cdc6 in the yeastgenome database Архивирано 2012-12-28 на сајту